# Cardita crassa
Espèce
Cardita crassa est une espèce éteinte de mollusques bivalves de la famille des Carditidae du Miocène d'Europe,.

## Liste des sous-espèces
Selon GBIF (11 août 2023) :
- Cardita crassa crassa Lamarck, 1819
- Cardita crassa vindobonensis (Sacco, 1899)

## Systématique
Le nom valide complet (avec auteur) de ce taxon est Cardita crassa Lamarck, 1819.